# Muzeul German

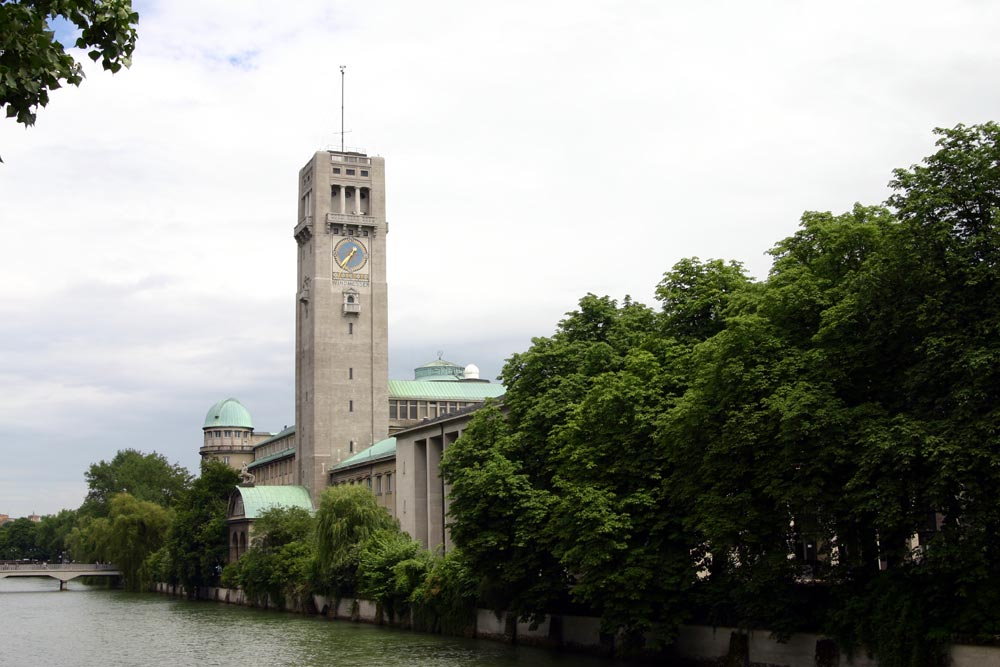
Deutsches Museum lângă râul Isar

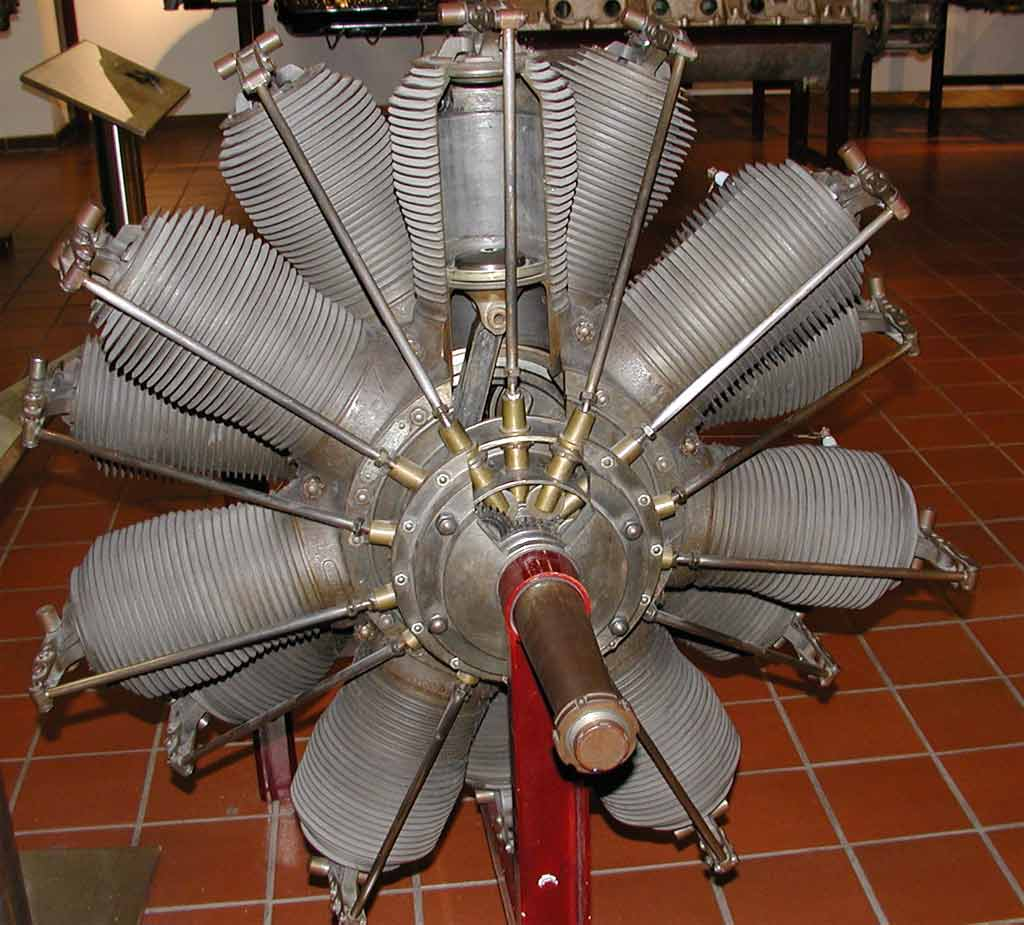
Motor radial pentru avioane

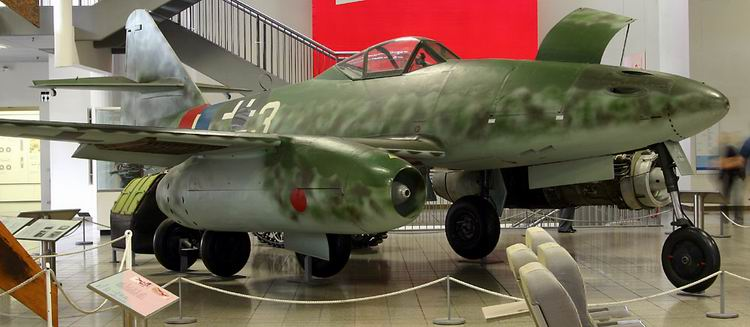
Avion Messerschmitt Me 262

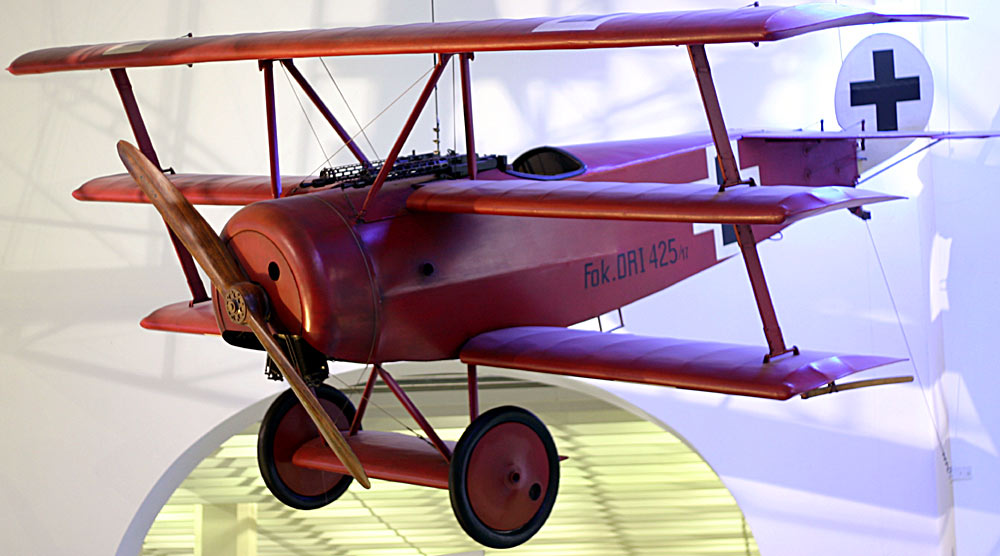
Avion Fokker DRI

Muzeul German (în germană: Deutsches Museum, numele oficial Deutsches Museum von Meisterwerken der Naturwissenschaft und Technik) din München, Germania, este, cu cele cca 28.000 de obiecte expuse ale sale, cel mai mare muzeu tehnico-științific din lume. Exponatele sale aparțin la circa 50 de domenii ale științei și tehnicii. Fondul muzeului cuprinde 96.000 de obiecte, o bibliotecă specializată pe istoria stiinței și tehnicii cu 850.000 de volume, precum și o arhivă cu numeroase documente originale. Muzeul este vizitat anual de 1,3 milioane de oameni din toată lumea.

## Secții
Pe lângă expozițiile din clădirile principale, aflate pe o insulă a râului Isar, muzeul mai are trei filiale:
- Muzeul Deutsches Museum din Bonn, fosta capitală a Germaniei de Vest,
- Verkehrszentrum, un muzeu recent deschis situat tot în München, care se ocupă cu istoria mijloacelor de transport, precum și
- Flugwerft Schleißheim (Flugwerft este un cuvânt vechi cu traducerea "șantier de avioane"), un muzeu de aeronautică și astronautică; este situat lângă micul aeroport din comuna Oberschleißheim de la nord de München.

## Istorie
Muzeul a fost fondat la inițiativa lui Oskar von Miller în 1903 cu ocazia adunării generale a Asociației Inginerilor Germani (Verein Deutscher Ingenieure, VDI).

## Instalații astronomice și planetariul
Planetariul muzeului a fost primul planetariu de proiecție construit.